# Vardis
Vardis est un groupe de heavy metal britannique, originaire de Wakelfield, en Angleterre. Ce groupe fait partie de la New wave of British heavy metal. Le succès ne venant pas, le groupe, dégoûté, décide de se séparer. Cependant, le groupe se réunit en 2014.

## Biographie

### Première phase (1973–1986)
Vardis est formé en 1977 à Wakelfield, en Angleterre, par deux musiciens : Steve Zodiac (chant et guitare) et Alan Selway (basse). Ils sont très vite rejoint par le batteur Gary Pearson. Le groupe vend assez peu d'albums si bien qu'en 1984 Alan Selway, le bassiste, décide de partir et est remplacé par Terry Horbury. Les albums de Vardis, ayant été édité à très peu d'exemplaires finalement, sont très rares donc très recherchés par les collectionneurs du monde entier.
Ils entreprennent une approche inhabituelle pour leur premier album, 100MPH (1980), qui est entièrement enregistré en live. Ils sont invités au festival Heavy Metal Holocaust en août 1981 avec Motörhead, Ozzy Osbourne et Triumph.
Leur deuxième album, publié en avril 1981, The World's Insane, comprend une reprise du morceau Silver Machine de Hawkwind en version cornemuse jouée par Judd Lander, ce qui en fait l'un des quelques premiers albums de heavy metal à utiliser cet instrument. L'album fait aussi participer Andy Bown de Status Quo aux claviers. En 1982, Steve Zodiac est élu dans le top 15 des guitaristes par les lecteurs du magazine Sounds. Vardis se dissout au milieu des années 1980.
Deux compilations, The Best of Vardis (1997) et The World's Gone Mad: Best of Vardis (2002) seront publiées après leur séparation.

### Deuxième phase (depuis 2014)
Vardis se reforme sous la formation Zodiac/Horbury/Pearson en mars 2014 et joue à divers festivals britanniques et allemands depuis le départ de Gary Pearson à la fin de l'année, et la réédition de Vigilante (1986) sur CD et en format numérique le 1er avril. 
Leur nouveau batteur, Joe Clancy, est invité en janvier 2015, Vardis ayant annoncé de nouveaux morceaux. Cette nouvelle formation sort l'EP 200 MPH le 18 juillet 2014, le premier album de Vardis en 29 ans, bien accueilli par la presse spécialisée. En novembre 2015, Vardis signe un contrat de distribution internationale avec SPV/Steamhammer, le label allemand ayant annoncé le cinquième album de Vardis album, Red Eye, pour 2016. Le 15 décembre, le bassiste Terry Horbury meurt soudainement aprè une courte bataille contre le cancer. Martin Connolly est annoncé comme nouveau bassiste Vardis deux mois plus tard.

## Discographie

### Albums studio
- 1980 : 100 M.P.H. (Logo)
- 1981 : The World's Insane (Logo)
- 1982 : Quo Vardis (Logo)
- 1983 : The Lion's Share (Razor) (Compilation)
- 1986 : Vigilante
- 2000 : The World's Gone Mad (Essential)
- 2016 : Red Eye(SPV/Steamhammer)

### Singles et EP
- 1979 : 100 M.P.H. EP (Redball)
- 1980 : If I Were King (Castle)
- 1980 : Let's Go (Logo)
- 1980 : Too Many People (Logo)
- 1981 : Silver Machine (Logo)
- 1981 : All You'll Ever Need (Logo)
- 1982 : Gary Glitter Part One / To Be With You (Logo)
- 1984 : Standing In The Road (Big Beat)